# Kolab
Kolab es una suite de herramientas colaborativas basadas en Software Libre con capacidades para las funciones de correo electrónico, calendario, notas y tareas compartidas. Kolab puede integrarse con componentes del escritorio como KMail, KOrganizer, KAddressbook, interfaz web Horde, Mozilla Thunderbird, Lightning, Microsoft Outlook con los plugins privativos Connector, etc.

## Características
- Acceso IMAP y POP3 al correo.
- Listas de contactos individuales y grupales.
- Calendarios compartidos.
- Cifrado de correo usando PGP.
- Filtrado de correo mediante reglas
- Carpetas compartidas.
- Administración via web.
- Datos de configuración guardados en un directorio LDAP.
- Anti-SPAM / Antivirus integrado
- Posibilidad de uso off-line (fuera de línea) si se usa KDE Kontact, Thunderbird SyncKolab o Microsoft Outlook.
- Gestión de estado free-busy (disponible/ocupado) de cada usuario.
- Soporte al múltiples idiomas. La interface de administración se encuentra disponible en los siguientes idiomas: Español, Alemán, Inglés, Francés, Holandés e Italiano.[1]

## Componentes
Kolab está formado por varios componentes preexistentes todos ellos con licencia libre entre los que podemos destacar: 
- Apache
- ClamAV
- Cyrus-IMAP
- Horde
- SASL
- Spamassasin
- SQLite
- OpenLDAP
- OpenPKG
- OpenSSL
- Postfix

## Arquitectura
Kolab utiliza un directorio LDAP en donde se almacena la mayor parte de su configuración, cuentas de usuarios, grupos y listas de distribución.

## Clientes de Kolab
- KDE Kontact  (K Desktop Environment, Software Libre)
- Horde  (Cliente web, Software Libre)
- SyncKolab (enlace roto disponible en Internet Archive; véase el historial, la primera versión y la última).  Archivado el 25 de enero de 2020 en Wayback Machine.  (Extensiones para Mozilla Thunderbird y Mozilla Lightning, Software Libre)
- Conector Toltec  (Para Microsoft Outlook, Software propietario)
- KONSEC Konnektor  (Microsoft Outlook MAPI Storage Provider, Software propietario)
- Bynari Insight Connector  (Microsoft Outlook MAPI Provider, Software propietario)
- Aethera  (Cliente de Kolab v1)